# Гультяй Василь
Васи́ль Гультя́й, також Гультай (10 серпня 1900, Глушків, Австро-Угорщина — 18 червня 1974, Торонто, Канада) — канадський громадський діяч і кінорежисер українського походження. Створив у власній корпорації «Орбіт» фільм-оперету «Гуцулка Ксеня» (1955 чи 1957, постановка С. Джугана) і огляд «Рожевий карусель» (1957).
У 1918-1920 році був стрільцем Української галицької армії. У 1924-1927 роках навчався на юридичному факультеті Краківського університету. По тому заарештований за участь в Українській військовій організації, надалі емігрував до Канади. У 1934-1940 роках навчався на фармацевтичному факультеті Університету Торонто.
Був співзасновником Української стрілецької громади Канади, а 1928 року — її головою. Був серед співзасновників Українського національного об'єднання, де у 1938–1946 роках був заступником голови, у 1954-1956 — головою крайової екзекутиви, у 1956–1957 - головою централі. Також був серед співзасновників видавництва «Новий шлях» та Осередку української культури й освіти у Вінніпезі.